# Oscar Ericson
Carl Oscar Ericson (i riksdagen kallad Ericson i Oberga), född 20 december 1866 i Linderås församling, Jönköpings län, död där 2 september 1943, var en svensk lantbrukare och riksdagsman (bf).

## Biografi
Oscar Ericson var ledamot av riksdagens andra kammare 1917–1920 och tillhörde första kammaren 1922–1937. Han brukade gårdarna Oberga och Göberga, nära Gripenberg i Småland.
Ericson var son till landstingsmannen Gustav Ericson (1831–1909). Han emigrerade i mitten av 1880-talet till Chicago, men återvände efter sex år för att sköta familjens arrendegård Oberga. Han inköpte 1914 den jämte det anslutande Göberga och blev därmed ägare till socknens två största gårdar. I sin ungdom tillhörde Ericson valmansföreningen, men anslöt sig senare till Bondeförbundet. Han valdes som dess första representant för Jönköpings län 1917. I riksdagen var han under viss tid ledamot av bevillingsutskottet och senare statsrevisor. På hemtrakten var han ordförande i många offentliga sammanhang. Efter sin återkomst från USA introducerade han ett antal moderna lantbruksmetoder på trakten och startade en elektrisk kvarn.
Han gifte sig 1899 med Emilia Johansdotter och hade med henne barnen Ragnar Ericson och Viola Ericson. Advokaten och ekonomijournalisten Filip Oberger var hans brorson.